# Ronde van Italië 2016/Negende etappe
De negende etappe van de Ronde van Italië 2016 wordt gereden op 15 mei 2016 van Radda in Chianti naar Greve in Chianti. De etappe is 40,5 kilometer lang.

## Uitslag
| Radda in Chianti naar Greve in Chianti (40,5 km) |                      |                    |         |
| Plaats                                           | Naam                 | Ploeg              | Tijd    |
| Winnaar                                          | Primož Roglič        | Team LottoNL-Jumbo | 51'45"  |
| 2                                                | Matthias Brändle     | IAM Cycling        | + 10"   |
| 3                                                | Vegard Stake Laengen | IAM Cycling        | + 17"   |
| 4                                                | Fabian Cancellara    | Trek-Segafredo     | + 28"   |
| 5                                                | Anton Vorobjov       | Team Katjoesja     | + 30"   |
| 6                                                | Bob Jungels          | Etixx-Quick Step   | + 45"   |
| 7                                                | Stefan Küng          | BMC Racing Team    | + 58"   |
| 8                                                | Jos van Emden        | Team LottoNL-Jumbo | + 1'08" |
| 9                                                | Maarten Tjallingii   | Team LottoNL-Jumbo | + 1'16" |
| 10                                               | Andrey Amador        | Movistar Team      | + 1'19" |
| 11                                               | Manuele Boaro        | Tinkoff            | + 1'31" |
| 12                                               | Patrick Gretsch      | AG2R La Mondiale   | + 1'38" |
| 13                                               | Pieter Serry         | Etixx-Quick Step   | + 1'47" |
| 14                                               | Jasha Sütterlin      | Movistar Team      | + 1'56" |
| 15                                               | Tom Dumoulin         | Team Giant-Alpecin | + 1'58" |

## Klassementen
| Algemeen klassement |                    |                    |           |
| Plaats              | Naam               | Ploeg              | Tijd      |
| Roze trui           | Gianluca Brambilla | Etixx-Quick Step   | 34u33'04" |
| 2                   | Bob Jungels        | Etixx-Quick Step   | + 1"      |
| 3                   | Andrey Amador      | Movistar Team      | + 32"     |
| 4                   | Steven Kruijswijk  | Team LottoNL-Jumbo | + 51"     |
| 5                   | Vincenzo Nibali    | Astana Pro Team    | + 53"     |
| 6                   | Alejandro Valverde | Movistar Team      | + 55"     |
| 7                   | Tom Dumoulin       | Team Giant-Alpecin | + 58"     |
| 8                   | Mikel Landa        | Team Sky           | + 1'18"   |
| 9                   | Rafał Majka        | Tinkoff            | + 1'45"   |
| 10                  | Jakob Fuglsang     | Astana Pro Team    | + 1'51"   |
|                     |                    |                    |           |
| 23                  | Maxime Monfort     | Lotto Soudal       | + 4'51"   |

| Puntenklassement |                    |                    |        |
| Plaats           | Naam               | Ploeg              | Punten |
| Rode trui        | André Greipel      | Lotto Soudal       | 119    |
| 2                | Arnaud Démare      | FDJ                | 91     |
| 3                | Maarten Tjallingii | Team LottoNL-Jumbo | 82     |
| 4                | Giacomo Nizzolo    | Trek-Segafredo     | 78     |
| 5                | Tom Dumoulin       | Team Giant-Alpecin | 58     |

| Bergklassement |                    |                    |        |
| Plaats         | Naam               | Ploeg              | Punten |
| Blauwe trui    | Tim Wellens        | Lotto Soudal       | 21     |
| 2              | Damiano Cunego     | Nippo-Vini Fantini | 20     |
| 3              | Gianluca Brambilla | Etixx-Quick Step   | 16     |
| 4              | Alessandro Bisolti | Nippo-Vini Fantini | 16     |
| 5              | Stefan Küng        | BMC Racing Team    | 15     |

| Jongerenklassement |                 |                             |           |
| Plaats             | Naam            | Ploeg                       | Tijd      |
| Witte trui         | Bob Jungels     | Etixx-Quick Step            | 34u33'05" |
| 2                  | Carlos Verona   | Etixx-Quick Step            | + 4'47"   |
| 3                  | Davide Formolo  | Cannondale Pro Cycling Team | + 5'21"   |
| 4                  | Sebastián Henao | Team Sky                    | + 11'52"  |
| 5                  | Valerio Conti   | Lampre-Merida               | + 12'07"  |

| Ploegenklassement (tijd) |                  |            |
| Plaats                   | Ploeg            | Tijd       |
| 1                        | Etixx-Quick Step | 103u41'02" |
| 2                        | Movistar Team    | + 2'49"    |
| 3                        | Astana Pro Team  | + 4'13"    |
| 4                        | Team Katjoesja   | + 5'14"    |
| 5                        | AG2R La Mondiale | + 8'36"    |

## Opgaves
- Marcel Kittel (Etixx-Quick Step)

1e etappe ·
2e etappe ·
3e etappe ·
4e etappe ·
5e etappe ·
6e etappe ·
7e etappe ·
8e etappe ·
9e etappe ·
10e etappe ·
11e etappe ·
12e etappe ·
13e etappe ·
14e etappe ·
15e etappe ·
16e etappe ·
17e etappe ·
18e etappe ·
19e etappe ·
20e etappe ·
21e etappe
Startlijst · Eindstanden · Afbeeldingen